# Lea Gilmore
Lea Gilmore (26 september 1965) is een Amerikaanse gospelzangeres die naast gospels ook blues en jazz zingt.

## Biografie
Lea studeerde politieke wetenschappen aan de Morgan State University in Baltimore.  Ze volgde ook een klassieke opleiding piano.
De zangeres was reeds te zien in meer dan 45 musicals en drama theater producties.  Naast zingen geeft Lea ook lezingen over de geschiedenis van Afro-Amerikaanse muziek, over burger-, mensen- en vrouwenrechten.

## Damiaanactie
Lea Gilmore nam in de zomer van 2001 een live gospel CD op in België ten voordele van Damiaanactie.  Hiermee heeft ze zowel in Vlaanderen als in Wallonië rondgetrokken om benefietconcerten te geven.

## Cd's
- 2001: Gospels for Damien - Let Your Light Shine
- 2004: I don't know where you are
- 2005: Gospels for Damien - Somehow I made it
- 2011: Not forgotten

## Prijzen en erkenning
- 2003: "Keeping the Blues Alive" (Blues Foundation)
- 2005: verkozen als een van de 25 vrouwen die de wereld vormgeven door het tijdschrift Essence